# شیر پیرئاس

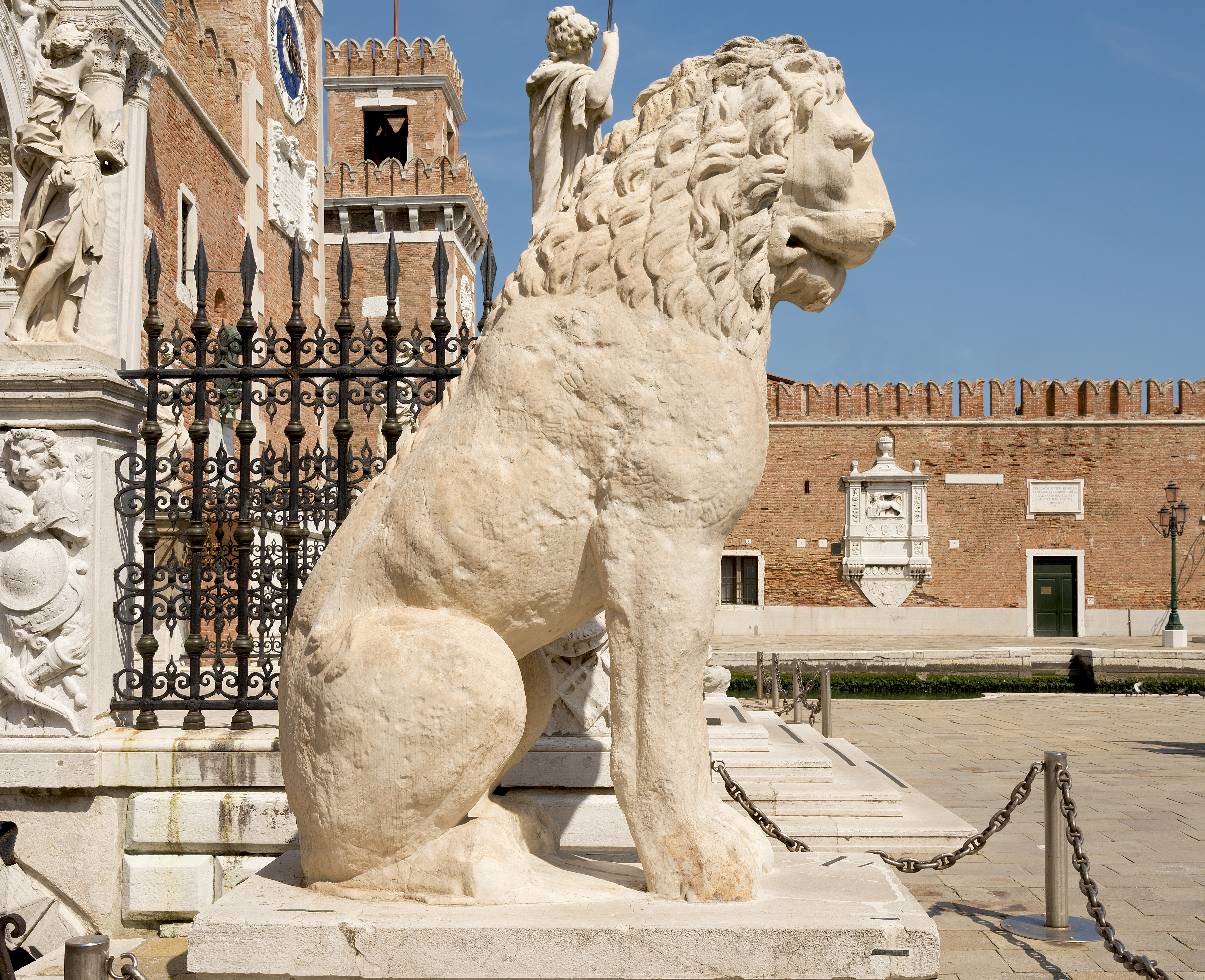
پیکره شیر یونان باستان در زرادخانه، ونیز.

شیر پیرئاس (ایتالیایی: Leone del Pireo)(سوئدی: Pireuslejonet)، یکی از چهار پیکره شیر است که در زرادخانه ونیز واقع شده‌است. این پیکره نمادی از کشیش حامی ونیز، مرقس است.

## تاریخ
این پیکره در اصل در پیرئاس، یکی از بنادر آتن واقع شده بود. این پیکره به دستور فرمانده ونیزی فرانچسکو موروسینی در جنگ بزرگ عثمانی ضد امپراتوری عثمانی غنیمت گرفته شده بود و بعدها به ونیز برده شد.
این پیکره در اصل در سال ۳۶۰ پیش از میلاد ساخته شده بود، و به یکی از نمادهای پیرئاس تبدیل شد و تا سده‌های ۱ یا ۲ پس از میلاد در همان‌جا بود. این پیکره به قدری مهم بود که در ایتالیایی بندر پیرئاس به "Porto Leone" یا بندر شیر معروف شد و کاربرد نام اصلی بندر کم‌رنگ شد.